# Asante Akim South
Asante Akim South – dystrykt zlokalizowany we wschodniej części regionu Aszanti w Ghanie, powierzchnia wynosi 1217 km², populacja w roku 2000 wynosiła 96 868. Jego stolicą jest Juaso.
Powstał z podziału dawnego dystryktu Asante Akim w roku 1988 wskutek procesu decentralizacji kraju. Dystrykt graniczy na północy z dystryktem Asante Akim North i na zachodzie z Kwahu South, na południowym zachodzie z Amansie East, a na południowym wschodzie z Birim North w Regionie Wschodnim.
Główne miasta: Obogu, Adomfe, Dampong, Krofa, Bompata, Ofoase, Twedie, Banso.

## Topografia
Wzdłuż dystryktu przechodzi pasmo górskie Kwahu Mampong Kintampo, wznosząc się do około 450 m w kilku miejscach. Nizinne obszary graniczące ze wzgórzami mają ogólną wysokość między 200 a 300 n.p.m.
Płyną tu trzy główne rzeki Pra, Kume i Subin, które osuszają dystrykt. Jest tu też pewna ilość całorocznych i sezonowych strumieni. Rzeka Pra płynie na wschodzie dystryktu, tworząc naturalną granicę między Regionem Aszanti i Regionem Wschodnim. Aktywność ludzi na całej długości tych zasobów wody zmniejsza ich ilość, co wpływa na rozwój gospodarki i zmniejszenie źródeł wody pitnej.

## Szkolnictwo i edukacja
Dystrykt ma 258 instytucji oświatowych, w tym 92 żłobki i przedszkola, 101 szkół podstawowych, 61 ponadpodstawowych, 3 średnie i 1 zawodową (techniczną).

## Przemysł i gospodarka
Sektor przemysłowy jest najmniejszym sektorem w dystrykcie, zatrudniającym tylko około 6% siły roboczej. Główna gałąź (61,7%) to agroturystyka, przemysł drzewny 11,1% i przemysł ceramiczny (6%), wszystkie z nich działają w małej skali. Przemysł oparty na agroturystyce produkuje żywność i alkohol.
Przemysł drzewny to głównie niewielkie tartaki i zakłady stolarskie. Przemysł metalowy to zakłady kowalskie (kuźnie), a przemysł ceramiczny to wyroby garncarskie. W dystrykcie nie ma żadnego zakładu produkcyjnego o większym znaczeniu.

## Lecznictwo i służba zdrowia
Na terenie dystryktu działa 1 szpital w Juaso, 8 ośrodków zdrowia w: Bompata, Nnadieso, Ofoase, Dwendwenase, Banka, Muronaim, Obogu i Komeso, 1 gminna klinika w Morso i 1 prywatna klinika w Bankame (Ahamadya Muslim Mission Clinic). Oprócz nich działa 85 szkół tradycyjnego rodzenia oraz 100 środowiskowych wolontariuszy.

## Turystyka
Zaletą dystryktu jest jego lokalizacja będąca Bramą wjazdową do Aszanti od strony stolicy kraju Akry. Brzeg rzeki Pra w Nnadieso oferuje unikalne miejsce dla uświęconego zwyczajem odprowadzania i powitania członków rodziny królewskiej Aszanti i osobistości. Historyczna jaskinia w Gyadam razem z ogromnym i bogatym rezerwatem leśnym, plantacje kakao i oleju palmowego, uprawne wzgórza i całoroczne rzeki, wszystko to oferuje wspaniałe możliwości dla ekoturystyki.